# Marcin Bachleda
Marcin Bachleda (né le 4 septembre 1982 à Zakopane, dans la voïvodie de Petite-Pologne) est un sauteur à ski polonais. 

## Biographie
Il a débuté en Coupe du monde en février 2001. Il a pris part à quatre éditions des Championnats du monde entre 1999 et 2005.

## Palmarès

### Coupe du monde
- Meilleur classement général : 42e en 2003.
- Meilleur résultat individuel : 11e.

### Universiade
- Yabuli 2009 :
  - Médaille d'argent en individuel petit tremplin.